# سحر نصر
سحر نصر وزيرة الاستثمار والتعاون الدولي سابقاً (مواليد سنة 1964)، وتُعد السيدة الثالثة التي تولت وزارة التعاون الدولي بعد نجلاء الأهواني وفايزة أبو النجا، وقد سبق ذلك المنصب 25 عاماً من الخبرة في مجال التنمية الاقتصادية حيث عملت مع البنك الدولي كخبيرة اقتصادية رائدة في قسم التمويل والقطاع الخاص لمنطقة الشرق الأوسط وشمال أفريقيا، وكمدير للبرنامج الإقليمي لصندوق تمويل مؤسسات الأعمال صغيرة ومتوسطة الحجم للمنطقة نفسها.
تولت وزارة التعاون الدولي في 19 سبتمبر 2015 ضمن حكومة شريف إسماعيل. في 16 فبراير 2017 حلفت اليمين الدستورية كوزيرة للاستثمار والتعاون الدولي في التعديل الوزاري الثاني لحكومة شريف إسماعيل. وفي 14 مارس 2017 كلفت مؤقتاً بأعمال وزير قطاع الأعمال العام. وحتى 8 أبريل 2017. واستمرت في منصبها في وزارة مصطفى مدبولي حتى 22 ديسمبر 2019. وعينت مدير تنفيذي لبيت الزكاة والصدقات المصري، وهي أيضا عضو مجلس أمناء بيت الزكاة والصدقات المصري.

## التأهيل العلمي
التحقت سحر نصر بالجامعة الأمريكية ودرست فيها الاقتصاد، وتخرجت عام 1985 بشهادة البكالوريوس بأعلى مرتبة شرف، وحصلت على الماجيستير في الاقتصاد في عام 1990.
نالت الأستاذية من المجلس الأعلى للجامعات بمصر، وبدأت بالتدريس في الجامعة الأمريكية بالقاهرة في عام 2002، حيث عملت كأستاذة جامعية وباحثة على مدى 13 عاماً، وتقوم بتدريس مقدمة في الاقتصاد الكلي، والمالية العامة، والبنوك، حيث يتميز أسلوبها بالمزج بين المعرفة النظرية والخبرة العملية التي اكتسبتها من خلال عملها، حيث تقول «أسعى إلى اطلاع طلابي على الخبرة العملية والتجارب التي مررت بها، والمعرفة الدولية والتي اكتسبتها من العمل في الميدان والتفاعل مع المواطنين والأطراف المؤثرة في العديد من الدول النامية».
نشرت نصر خلال مسيرتها الأكاديمية أكثر من 60 ورقة تناولت فيما بين الأبحاث والتقارير والكتب، مزجت فيها بين خبرتها التقنية والعملية في مجال المالية الدولية، والنمو الاقتصادي، والقطاع الخاص، والشركات صغيرة ومتوسطة الحجم، وتمكين المرأة في سوق العمل، وغيرها من المجالات الاقتصادية. وقد نُشرت تلك الأبحاث في دوريات علمية تابعة لجامعات كامبردج وأوكسفورد في المملكة المتحدة، وبيركلي في الولايات المتحدة، وكذلك البنك الدولي، وقد ساهمت بعضها في نمو اقتصاديات عدة دول نامية، من ضمنها مصر.

## مسيرتها المهنية

### مسيرتها مع البنك الدولي
تُعد سحر نصر الاقتصادية الرائدة في قسم المالية وتنمية القطاع الخاص في الشرق الأوسط وشمال أفريقيا بالبنك الدولي، كما أنها المدير الإقليمي لبرنامج الشركات متناهية الصغر والصغيرة والمتوسطة. وفي خلال عملها الممتد لـ 17 عاماً مع البنك الدولي، عملت على عدة قضايا هامة كالتمويل المتناهي الصغر، تنمية القطاع الخاص مع التركيز على قضايا المساواة بين الجنسين. ركزت نصر على تلك القضايا للغاية، باتباعها نظاماً معيناً لزيادة حظ المرأة من الحصول على التمويل، كما عملت على مساعدة منخفضي ومتوسطي الدخل في الحصول على مساكن ملائمة.
وتكمن رؤية نصر لعلاقة البنك الدولي بمصر كالآتي، «في مصر، البنك الدولي يعمل على الاستقلال المالي، الشفافية، الحكم الرشيد، تحسين النظم البيئية المنظمة، والقدرة على بناء الشركات».

### توليها وزارة التعاون الدولي
تولت سحر نصر وزارة التعاون الدولي في 19 سبتمبر 2015، وكانت رؤيتها هي ضرورة انفتاح مصر على الاقتصاد العالمي، خاصةً مع دول الخليج، مع تعميق العلاقات بالدول الأفريقية والآسيوية، وجمع المصادر المالية التي تساعد البلاد في تحقيق خططها الاقتصادية، مع التركيز على عدد من القضايا الملحة كالبطالة في أوساط الشباب والسيدات. وقد قامت نصر منذ توليها الوزارة بعدة إصلاحات لإعادة هيكلة الوزارة، كإنشاء وحدة المتابعة والتقييم، وكذلك وحدة تطوير السياسات والتخطيط الاستراتيجي لرفع كفاءة وفاعلية المعونة الإنمائية الرسمية في مصر.
وقد تولت منصب منسق اللجنة القومية لمتابعة تنفيذ أهداف التنمية المستدامة، كما تقلدت منصب محافظ مصر في عدد من المؤسسات الدولية، كالبنك الأوروبي لإعادة البناء والتنمية، والمصرف العربي للتنمية الاقتصادية في إفريقيا، والبنك الآسيوي للاستثمار في البنية التحتية.
وشغلت أيضاً منصب عضو المجلس التخصصي للتنمية الاقتصادية التابع لرئاسة الجمهورية، والذي ساهم بشكل كبير في الجهود التنموية والتطويرية للسياسات الاقتصادية المصرية.
وقد تولت نصر إدارة تمويلات تزيد عن 4.3 مليار دولار ضُخت في الاقتصاد المصري لخدمة مجالات الإصلاح الاقتصادي، كتنمية المشروعات الصغيرة والمتوسطة والمتناهية الصغر، كما قامت بالتنسيق والتواصل مع عدد من الهيئات الدولية المرموقة كمنظمة الأمم المتحدة.

## الأسرة
سحر نصر متزوجة من المهندس المعماري مجدي طلبة، ولديها ابن يُدعى أحمد، ويبلغ من العمر 25 عاماً، وبنت تُدعى سارة، وتبلغ من العمر 28 عاماً، وهي حاصلة على الماجستير في الاقتصاد، ومتزوجة، ولديها بنت تُدعى لينا.

## أبحاث منشورة
- [15] On bank privatization: The case of Egypt
- Are Banks in Egypt Catalysts for Economic Development?[16]
- [17] Egyptian women workers and entrepreneurs: maximizing opportunities in the economic sphere

## قالوا عنها
- د. عادل بشاي، أستاذ الاقتصاد بالجامعة الأمريكية وأحد الأساتذة السابقين لنصر: «تخرج من الجامعة الأمريكية بالقاهرة الكثير من الطلاب الذين حققوا نجاح باهر على المستويات القومية، والإقليمية، والدولية. فقد اشتغل بعضهم في البنك الدولي، بينما اشتغل البعض الآخر كرؤساء تنفيذيين في شركات عالمية، وعُين القليل منهم في مناصب وزارية في مصر. يجب على جميع الطلاب النظر على هذا التاريخ الغني من النجاح وأن يشعروا بالحافز لمحاكاة هؤلاء النجوم الكبار.»
- هنا مرعي مساعد مدرس لنصر: «تسعى د. نصر جاهدة للتفاعل مع طلابها، وتشجع على إجراء المناقشات داخل فصولها، وتشارك معهم معرفتها ومعلوماتها وتجاربها وخبرتها. وحتى الآن، فقد تمكنت د. نصر من تحقيق التوازن بين المسئوليات والمهام العديدة التي تقوم بها، سواءً كانت متعلقة بعملها السابق بالبنك الدولي، أو منصبها الحالي كوزير للتعاون الدولي، هذا بالإضافة إلى تدريسها بالجامعة. إنه أمر ملهم للغاية أن أكون شاهدة على تحقيق وحدوث ذلك.» «أعرف د. نصر كأستاذتي، وزميلتي، ومديرتي بالعمل، وكوزيرة الاقتصاد. وفي كل مرة أتعلم منها أكثر مما أتخيل. فقد عرفتني أنه مهما كانت وظيفتي ومركزي، لا يزال هناك الكثير لكي أتعلمه من خلال عملي. فهي توضح لي كل أمر أو خطوة تقوم بها ولماذا تقوم بها كي أتعلم منها.»[3]